# Ioana Tudoran
Ioana Tudoran   (Otopeni, 3 d'agost de 1948) és una remadora romanesa, ja retirada, que va competir durant les dècades de 1960 i 1970.
El 1976 va prendre part en els Jocs Olímpics d'Estiu de Mont-real on guanyà la medalla de bronze en la competició del quàdruple scull amb timoner del programa de rem. Formà equip amb Maria Micșa, Felicia Afrăsiloaie, Elisabeta Lazăr i Elena Giurcă.
En el seu palmarès també destaca una medalla de plata al Campionat del món de rem de 1974 i tres d'or i una de plata al Campionat d'Europa de rem, entre 1968 i 1971.